# Инкрочо Скалабрина (Ферара)
Инкрочо Скалабрина је насеље у Италији у округу Ферара, региону Емилија-Ромања.
Према процени из 2011. у насељу је живело 30 становника. Насеље се налази на надморској висини од 1 м.